# لامبرتو جورجیس
لامبرتو جورجیس (انگلیسی: Lamberto Giorgis؛ ۱۹۳۲ – ۳۰ اوت ۲۰۱۹ (aged 87)) بازیکن فوتبال اهل ایتالیا بود.
از باشگاه‌هایی که در آن بازی کرده‌است می‌توان به باشگاه فوتبال کارپی و باشگاه فوتبال مودنا اشاره کرد.